# Bürgerschaft de Hambourg
23e législature
Hôtel de ville
Le Bürgerschaft de Hambourg (en allemand : Hamburgische Bürgerschaft) est le parlement régional de la ville libre et hanséatique de Hambourg. Il se compose de 121 députés.

## Mode de scrutin

### 1946-1949
Le Bürgerschaft est constitué de 110 députés (Mitglied der Hamburgischen Bürgerschaft, MdHB) élus pour une législature de trois ans au suffrage universel direct suivant le scrutin uninominal majoritaire à un tour.

### 1949-1957
Le Bürgerschaft est constitué de 120 députés élus pour une législature de quatre ans au scrutin mixte compensatoire.
Chaque électeur peut voter pour un candidat de sa circonscription selon les modalités du scrutin uninominal majoritaire à un tour, Hambourg comptant un total de 72 circonscriptions.
Lors du dépouillement, les 48 sièges restants sont répartis en fonction des votes des candidats défaits dans les circonscriptions ainsi que des votes inutiles des candidats vainqueurs — soit la différence entre le score du candidat vainqueur et le candidat arrivé deuxième, moins une voix.

### 1957-2008
Le Bürgerschaft est élu au scrutin proportionnel de Hare.
Chaque électeur peut voter en faveur d'une liste de candidats, présentée par un parti au niveau de la ville.
Lors du dépouillement, l'intégralité des 120 sièges est répartie entre les partis ayant remporté au moins 5 % des suffrages exprimés au niveau du Land.

#### 1991-2008
Le Bürgerschaft est constitué de 121 députés.

### 2008-2011
Le Bürgerschaft est élu au scrutin proportionnel de Sainte-Laguë
Chaque électeur dispose de six voix, selon le principe du « vote cumulatif » : les cinq premières (Wahlkreisstimmen) lui permettent de voter pour un ou plusieurs candidats de sa circonscription, le Land comptant 17 circonscriptions pourvoyant chacune entre trois et cinq sièges ; l'autre (Landesstimme) lui permet de voter pour une liste de candidats au niveau de la ville. Au total, 71 députés sont élus dans le cadre des circonscriptions.
Lors du dépouillement, l'intégralité des 121 sièges est répartie proportionnellement aux secondes voix entre les partis ayant remporté au moins 5 % des suffrages exprimés au niveau du Land. Si un parti a remporté des mandats de circonscription selon les règles du scrutin majoritaire plurinominal, ses sièges sont d'abord pourvus par ceux-ci. Les sièges restants sont attribués aux candidats de la liste municipale.
Dans le cas où un parti obtient plus de mandats de circonscriptions que la proportionnelle ne lui en attribue, il conserve ces mandats supplémentaires et la taille du Bürgerschaft est augmentée par des mandats complémentaires distribués aux autres partis pour rétablir une composition proportionnelle aux secondes voix. Si un parti obtient des mandats de circonscription sans franchir le seuil électoral municipal, il conserve ces sièges mais la taille du Bürgerschaft n'est pas réajustée avec des mandats complémentaires.

### Depuis 2011
Chaque électeur dispose de dix voix : les cinq voix qui lui permettent de voter dans sa circonscription ; les cinq autres (Landesstimmen) lui permettent de voter pour une ou plusieurs listes de candidats ou un ou plusieurs candidats au niveau de la ville.
Après répartition des 121 sièges et attribution prioritaire aux mandats de circonscription, les sièges restants sont attribués aux candidats de la liste municipale, en tenant compte du nombre de suffrages reçus personnellement par chacun d'eux.

#### Depuis 2015
Le Bürgerschaft est élu pour une législature de cinq ans par les résidents hambourgeois âgés de 16 ans et plus.

## Présidents du Bürgerschaft depuis 1859
| Nom                                   | Nom                  | Durée       | Fin  | Parti   |
| ------------------------------------- | -------------------- | ----------- | ---- | ------- |
|                                       | Johannes Versmann    | 1859        | 1861 | Inconnu |
| Isaac Wolffson                        | 1861                 | 1863        |      | Inconnu |
| Hermann Baumeister                    | 1863                 | 1865        |      | Inconnu |
| Georg Kunhardt                        | 1865                 | 1868        |      | Inconnu |
| Hermann Baumeister                    | 1868                 | 1868        |      | Inconnu |
| Johann A. T. Hoffmann                 | 1869                 | 1869        |      | Inconnu |
| Hermann Baumeister                    | 1869                 | 1877        |      | Inconnu |
| Gerhard Hachmann                      | 1877                 | 1885        |      | Inconnu |
| Otto Mönckeberg                       | 1885                 | 1892        |      | Inconnu |
| Siegmund Hinrichsen                   | 1892                 | 1902        |      | Inconnu |
| Julius Engel                          | 1902                 | 1913        |      | Inconnu |
| Alexander Schön                       | 1913                 | 1919        |      | Inconnu |
|                                       | Berthold Grosse      | 1919        | 1920 | SPD     |
| Rudolf Ross                           | 1920                 | 1928        |      | SPD     |
| Max Hugo Leuteritz                    | 1928                 | 1931        |      | SPD     |
| Herbert Ruscheweyh                    | 1931                 | 1933        |      | SPD     |
|                                       | Fritz Meyer          | 1933        | 1933 | NSDAP   |
| Parlement dissous sous le Régime nazi |                      |             |      |         |
|                                       | Herbert Ruscheweyh   | 1946        | 1946 | BFG     |
|                                       | Adolph Schönfelder   | 1946        | 1960 | SPD     |
| Herbert Dau                           | 1960                 | 1978        |      | SPD     |
| Peter Schulz                          | 1978                 | 1982        |      | SPD     |
|                                       | Martin Willich       | 1982        | 1983 | CDU     |
|                                       | Peter Schulz         | 1983        | 1986 | SPD     |
|                                       | Dr. Martin Willich   | 1986        | 1987 | CDU     |
|                                       | Elisabeth Kiausch    | 1987        | 1987 | SPD     |
| Helga Elstner                         | 1987                 | 1991        |      | SPD     |
| Elisabeth Kiausch                     | 1991                 | 1993        |      | SPD     |
| Ute Pape                              | 1993                 | 2000        |      | SPD     |
| Dorothee Stapelfeldt                  | 2000                 | 2004        |      | SPD     |
|                                       | Berndt Röder         | 2004        | 2010 | CDU     |
|                                       | Lutz Mohaupt         | 2010        | 2011 | SE      |
|                                       | Dorothee Stapelfeldt | 2011        | 2011 | SPD     |
| Carola Veit                           | 2011                 | en fonction |      | SPD     |